# 艾蒂安·勒努瓦
讓·約瑟夫·艾蒂安·勒努瓦（法語：Jean Joseph Étienne Lenoir，1822年1月12日—1900年8月4日），法國、比利时工程师。
生于Mussy-la-Ville（当时在卢森堡，从属于比利时）。1850年代早期迁居法国，在巴黎定居，在那儿对电镀术产生兴趣。后来他对电报做了改良。他最出名的贡献是发明内燃机，这种内燃机以瓦斯作燃料。

## 外部連結
- History of the Motor Vehicle at newreg.co.uk （页面存档备份，存于）
- Etienne Lenoir at Find A Grave （页面存档备份，存于）